# 이언 윌머트
이언 윌머트(Ian Wilmut, OBE FRS FMedSci FRSE, 1944년 7월 7일~2023년 9월 10일)는 영국의 발생학자이자 에든버러 대학교 스코틀랜드 재생 의학 센터 의장이다. 그는 1996년 포유동물의 성체 체세포에서 돌리라는 이름의 핀란드 도싯 양을 최초로 복제한 연구 그룹의 리더로 가장 잘 알려져 있다. 그는 1999년 배아 발달에 기여한 공로로 대영 제국 훈장을 받았고 2008년 신년 명예 기사 작위를 받았다. 그는 키스 캠벨 및 야마나카 신야와 함께 "포유류의 세포 분화에 대한 연구"로 2008년 의학 및 생명 과학 분야에서 Shaw Prize를 공동 수상했다.
박사 학위 이후 그는 로슬린 연구소에서 일하는 것을 포함하여 배우자 및 배아 발생에 초점을 맞춘 연구에 참여했다.
윌머트는 1996년에 처음으로 포유동물인 돌리라는 양을 복제한 연구 그룹의 리더였다. 돌리는 2003년 호흡기 질환으로 사망했다. 그러나 2008년 야마나카 신야가 개발한 대체 기술을 선호하여 돌리를 만든 체세포 핵 치환 기술을 포기할 것이라고 발표했다. 이 방법은 분화된 성인 피부 세포로부터 다능성 줄기 세포를 유도하기 위해 마우스에서 사용되어 배아 줄기 세포를 생성할 필요가 없다. 윌머트는 이 방법이 파킨슨병과 같은 퇴행성 질환의 치료 와 뇌졸중 및 심장마비 환자 치료에 더 큰 잠재력을 가지고 있다고 믿는다.